# Bestseller (entreprise)
‌
Bestseller est un groupe danois de distribution de prêt-à-porter fondé en 1975 par Merete Bech Povlsen et Troels Holch Povlsen et dirigé par Anders Holch Povlsen.
Elle commercialise ses produits sur 70 marchés répartis dans la majeure partie de l'Europe, au Moyen-Orient, au Canada, en Inde et dans le monde entier via le e-commerce. Elle exploite près de 9 000 boutiques dans le monde, dont 6 000 en Chine et le reste principalement en Europe.
Dans un rapport européen de 2023, le groupe est nommé concernant le travail forcé des Ouïghours par la Chine.

## Histoire
L'entreprise a été fondée en 1975 par Troels Holch Povlsen et Merete Bech Povlsen à Brande, au Danemark. D'abord spécialisée dans la mode, l'entreprise s'est diversifiée dans la mode pour enfants en 1986 et masculine en 1988.
Depuis 2001, la compagnie est dirigée par le fils des fondateurs, Anders Holch Povlsen.
En juin 2014, Bestseller acquiert M and M Direct (en), une entreprise britannique de prêt-à-porter pour 140 millions de livres.
En 2016, Bestseller dispose d'un réseau de plus de 3 000 magasins répartis sur 38 pays. Au total, ses produits sont distribués dans plus de 70 pays grâce à un réseau d'environ 15 000 revendeurs multimarques. Elle compte 15 000 salariés à travers le monde, parmi lesquels 3 300 travaillent au Danemark.

## Marques du groupe

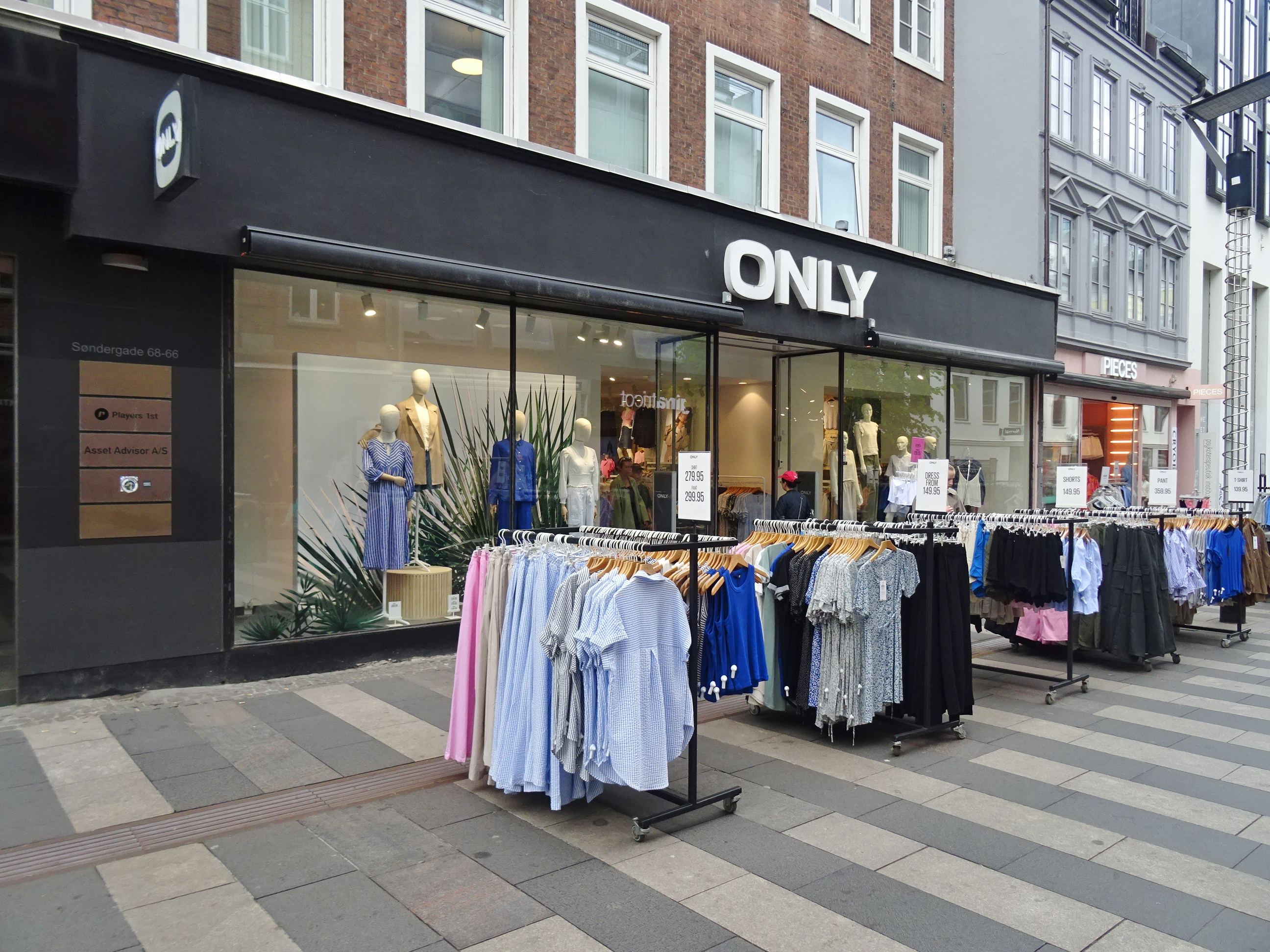
ONLY (da)
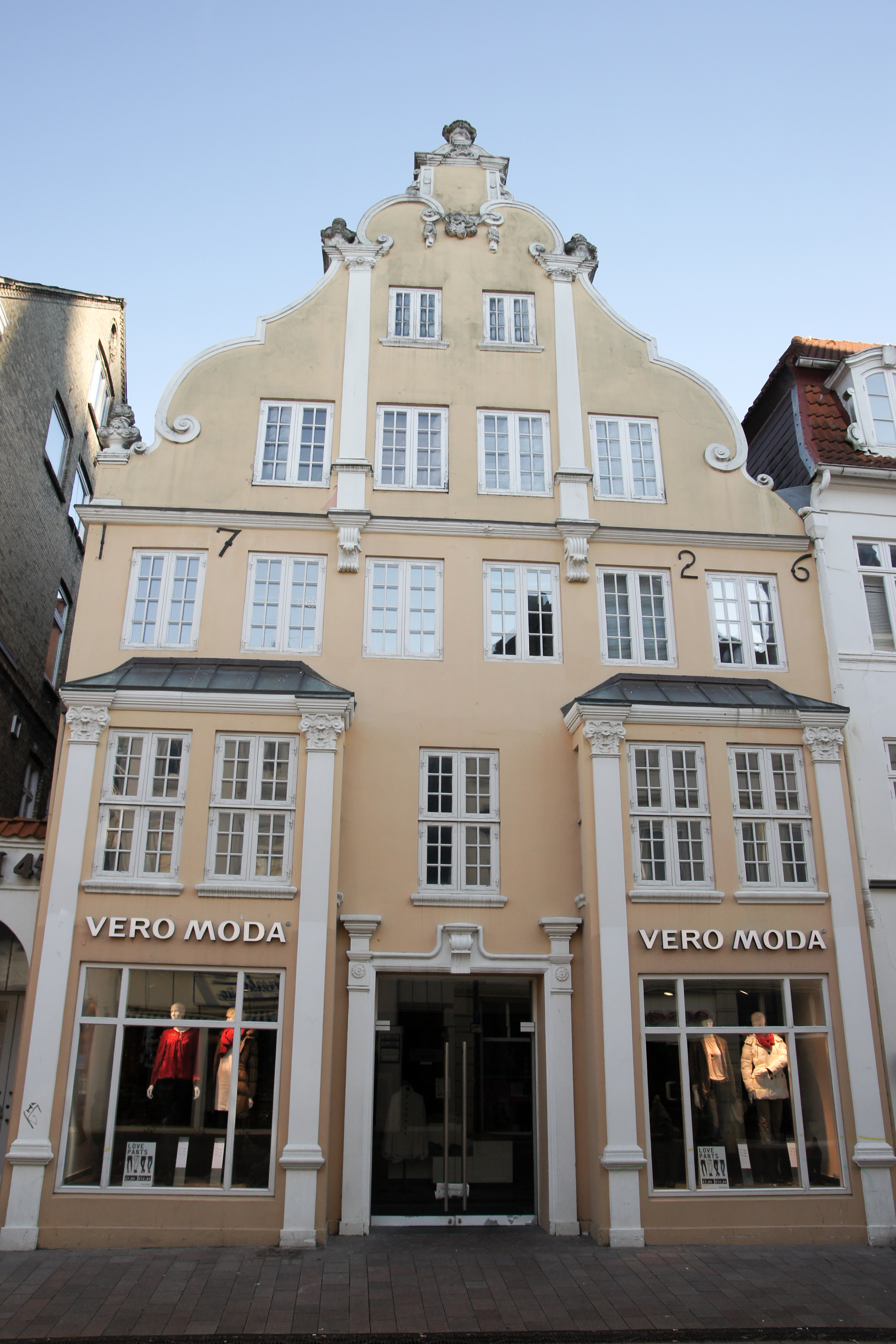
Vero Moda (da)
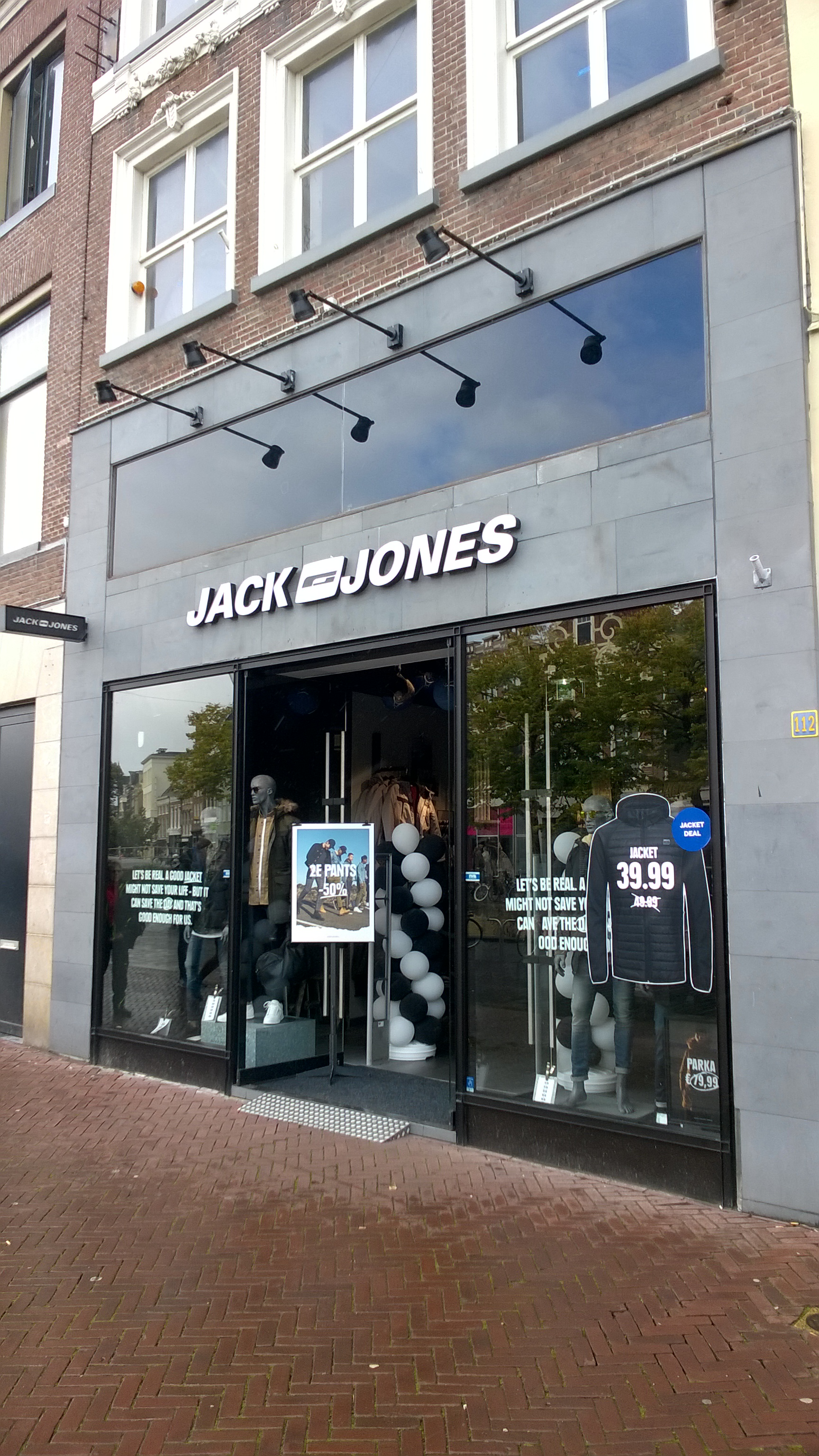
Jack & Jones

Logo de Jack & Jones.

Le groupe est propriétaire des marques :
- Féminines : ONLY, Vero Moda, Object Collector’s Item, Vila Clothes, Selected Femme, Junaroze, Y.A.S. et Mama-licious (dediée à la maternité), Pieces
- Masculines : Jack & Jones, Selected Homme, Only&Sons
- Jeunes : Outfitters Nation (10-16 ans) et Name It (pour enfants et bébés)
- D'accessoires : Pièces Accessories

## Résultats
Données en millions d'euros
| Années                | 2012/2013 | 2013/2014 | 2014/2015 |
| --------------------- | --------- | --------- | --------- |
| Chiffre d'affaires    | 2 600     | 2 700     | 2 930     |
| Variation             | +6 %      | +5 %      | 8,5 %     |
| Résultat avant impôts | 192.4     | 228.2     | 134       |